# Anglesey
Anglesey (in inglese) o Ynys Môn (in gallese) è un'isola nel Mare d'Irlanda e una contea del Galles.

## Geografia fisica
L'isola di Anglesey è posta all'estremità nord-occidentale del Galles ed è separata dalla terraferma dallo stretto di Menai, che si restringe in alcuni punti fino a 200 metri.
Morfologicamente l'isola è costituita da terreni ondulati, che raggiungono la massima elevazione con la collina Mynydd Bodafon (178 metri); altre basse colline sono le Parys Mountain (147 metri) e Cadair Mynachdy. L'isola ha numerosi corsi d'acqua: nel sud scorre l'Afon Cafni, che prima di raggiungere la foce nella Malltraeth Bay attraversa una vasta area di acquitrini; nel nord dell'isola è situato il lago artificiale di Llyn Alaw.
La contea comprende altre piccole isole; la più grande e importante è l'isola di Holyhead, posta a ovest di Anglesey e separata da questa da uno stretto braccio di mare. Holyhead raggiunge la sua massima altezza con i 220 metri della Holyhead Mountain.
Le coste orientali e occidentali di Anglesey hanno spiagge vaste e sabbiose, più volte ritratte dal pittore Vickers De Ville  da numerose insenature. Il clima oceanico mite ha fatto sì che vi siano piantate viti e, dal 2007, anche olivi.
L'isola è collegata alla terraferma da due ponti: il ponte stradale sospeso di Menai progettato da Thomas Telford e inaugurato nel 1826 ed il più moderno ponte ferroviario e stradale Britannia Bridge. 
L'isola conserva in parte un carattere rurale ma ha anche molte cittadine poste sulla costa. Sullo stretto di Menai sono poste le cittadine di Menai Bridge (in gallese: Porthaethwy) e Beaumaris (in gallese: Biwmares) dominata dal castello di Edoardo I. Sulla costa orientale il centro maggiore è Benllech mentre nell'interno sorge la cittadina di Llangefni, che è la sede amministrativa della contea. Sulla costa nord sorge Amlwch dal ricco passato industriale.
Sulla costa settentrionale dell'isola di Holy Island è posta la città portuale di Holyhead, la città più grande della contea.

## Storia

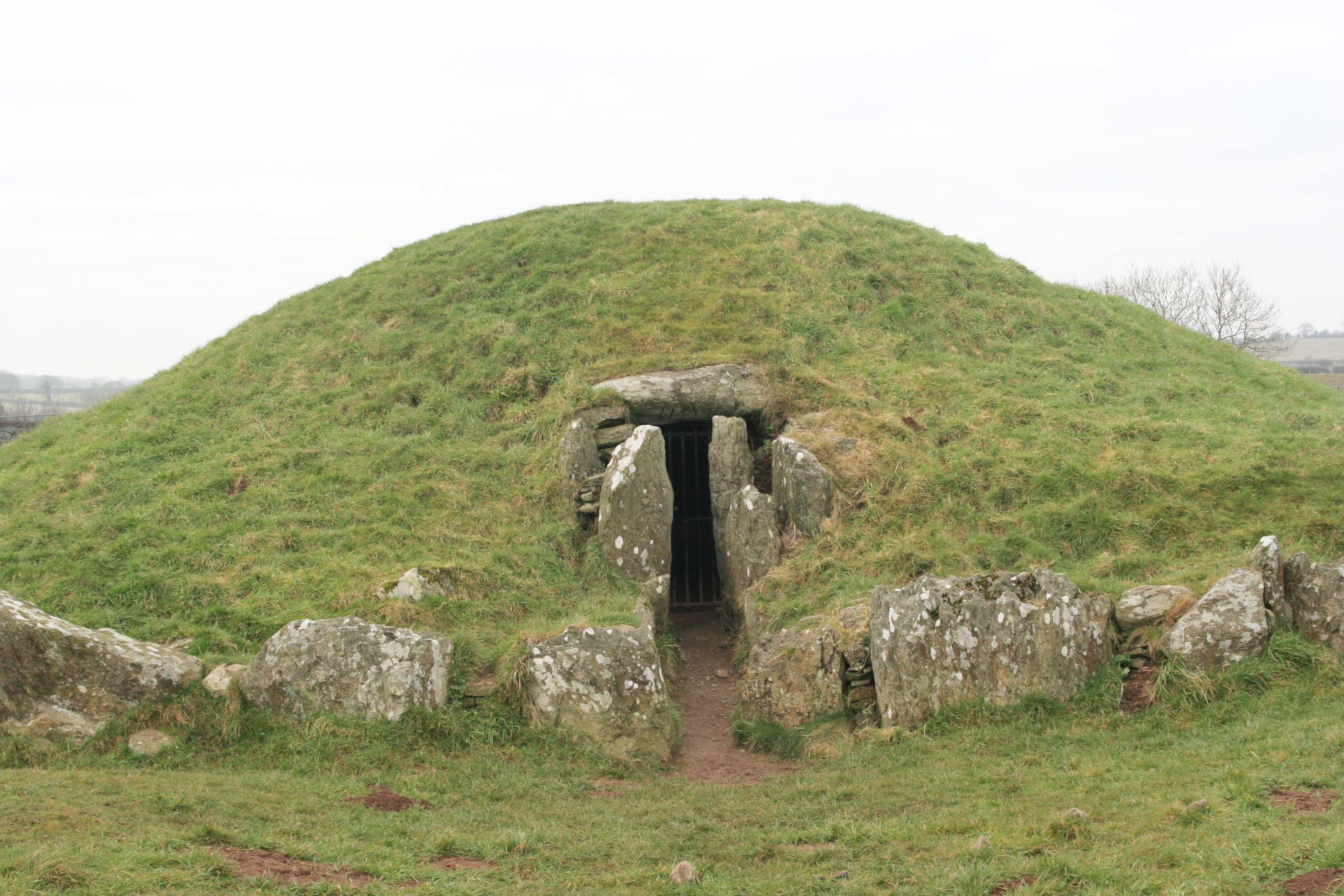
Camera sepolcrale neolitica di Bryn Celli Ddu

L'Anglesey fu a lungo associata ai druidi.  Nel 61 d.C. il generale e governatore romano di Britannia Svetonio Paolino, determinato a porre fine al potere dei druidi, che fomentavano rivolte nella provincia,  attaccò l'isola (nota ai romani come Mona insula), compiendo una strage denominata "massacro di Menai", distruggendo il santuario e gli alberi sacri. Dopo i romani, l'isola fu invasa dai vichinghi, dai sassoni e dai normanni, prima di cadere in mano a Edoardo I d'Inghilterra, nel XIII secolo.  Môn è il nome gallese dell'Anglesey.  Il termine inglese è una forma corrotta dall'antico norvegese, che significa “isola di Ongull”.  I nomi in antico gallese sono Ynys Dywyll ("isola scura") e Ynys y Cedairn (Cedyrn o Kedyr,  "isola del popolo coraggioso"). Si tratta della Mona di cui parlano Tacito (Ann. XIV 29, Agr. XVI 18), Plinio il Vecchio (IV 16) e Dione Cassio (62). È chiamata Mam Cymru ("Madre del Galles") da Giraldo Cambrense. Clas Merddin e Y fêl Ynys ("Isola di miele") erano altri nomi.
Secondo le Triadi Gallesi (67), un tempo Anglesey faceva parte della terraferma, come prova la geologia. L'isola fu la sede dei druidi, di cui restano 28 dolmen sulle zone montagnose che dominano il mare (a Plâs Newydd). Dopo Svetonio Paolino, l'isola fu attaccata nel 78 da Gneo Giulio Agricola. L'odierna strada che va da Holyhead a Llanfairpwllgwyngyll fu in origine costruita dai romani. L'Anglesey era strategicamente importante come baluardo difensivo e per questo fu sede, ad Aberffraw, della corte dei re e principi del regno di Gwynedd. Ad eccezione del devastante raid operato nell'853 dai danesi, rimase strategicamente importante fino al XIII secolo, quando i progressi navali inglesi la resero indifendibile.
La presenza di numerosi menhir, attestano una presenza umana su Anglesey sin dalla Preistoria.

## Amministrazione
Anglesey (compresa l'isola di Holy Island) è una delle tredici contee storiche del Galles. Nel 1974 divenne un distretto della contea di Gwynedd ma nel 1996 è stato ripristinato il suo status divenendo una unitary authority denominata ufficialmente "Isle of Anglesey County Council" (in gallese: Cyngor Sir Ynys Môn). L'isola è rappresentata alla Camera dei comuni del Regno Unito all'interno del collegio di Ynys Môn.

## Monumenti e luoghi d'interesse

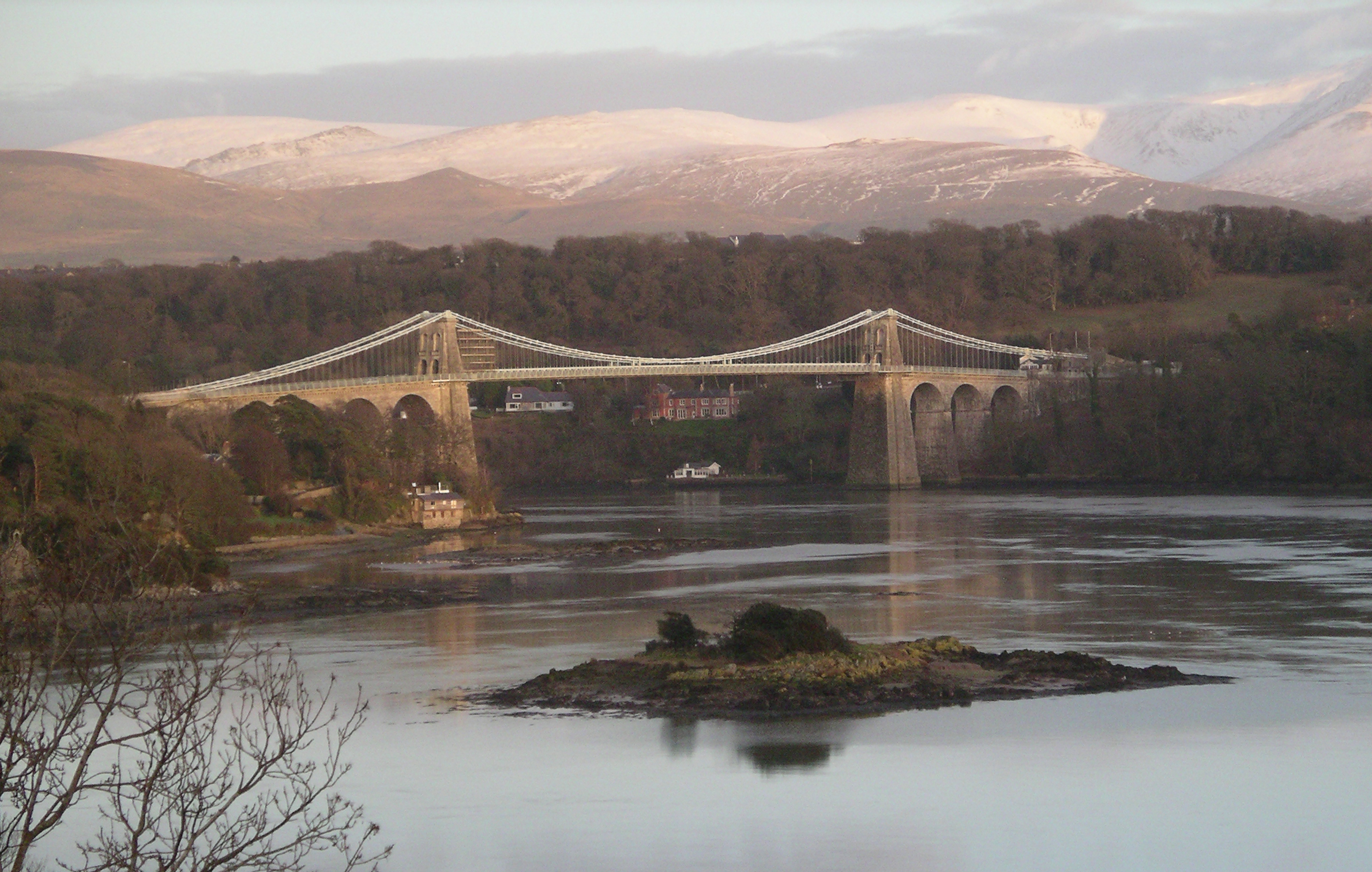
Il ponte sospeso sullo stretto di Menai che collega Anglesey alla terraferma.

- Aberffraw, località balneare e antica sede di corte del Regno di Gwynedd
- Anglesey Sea Zoo, acquario marino posto sullo stretto di Menai. Inaugurato nel 1983 ospita più di 50 specie ittiche.
- Baia e laguna di Cemlyn, ospita delle colonie di sterne.
- Barclodiad y Gwres, camera sepolcrale di 27 metri di diametro dell'era neolitica arroccata in cima ad una scogliera.
- Bryn Celli Ddu, camera sepolcrale neolitica.
- Beaumaris, storica cittadina con un imponente castello, l'ultimo fatto costruire da Edoardo I in Galles a partire dal 1295. Fu conquistato da Owen Glendower (Owain Glyndŵr in gallese) durante la rivolta contro gli inglesi nel XV secolo.

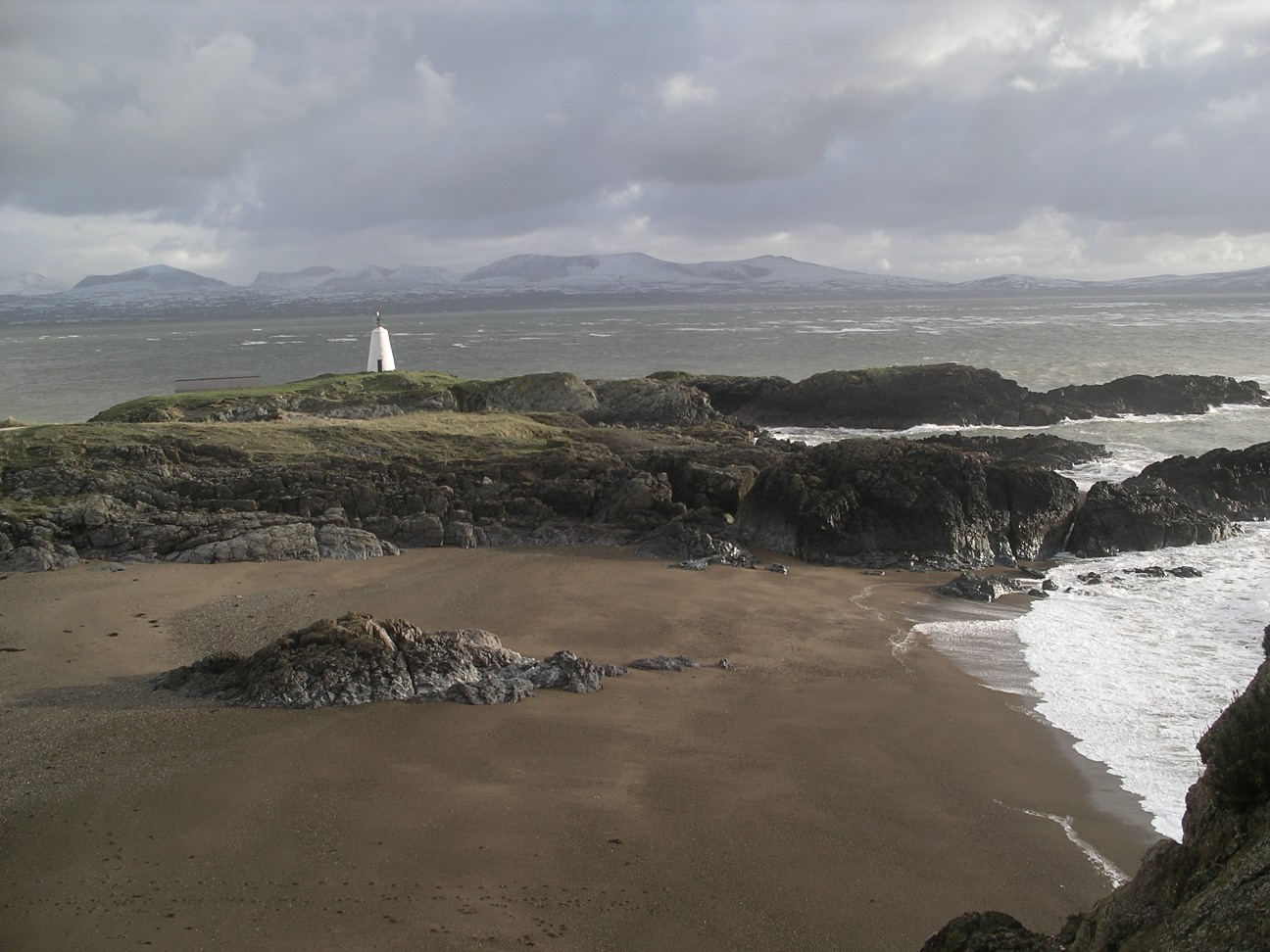
Il faro abbandonato della penisola di Llanddwyn Island con la vista di Snowdonia sulla terraferma.

- Il Circuito Anglesey, nella località di Ty Croes.
- Isola di Puffin (Ynys Seiriol in lingua gallese), isola disabitata con colonie di cormorani (Phalacrocorax carbo) e Fratercula arctica. L'introduzione accidentale di ratti sull'isola aveva quasi portato all'estinzione della colonia di Fratercula arctica, ma grazie ad una campagna di disinfestazione iniziata nel 1998 oggi la colonia conta più di 2 000 coppie.
- Llanddwyn Island (Ynys Llanddwyn), penisola all'ingresso occidentale dello stretto di Menai, separata dalla terraferma in caso di alte maree. Riserva naturale con dune sabbiose con un faro abbandonato e luogo di pellegrinaggio. Secondo la leggenda St Dwynwen, la santa patrona degli innamorati, vi fondò nel V secolo una cappella.
- Llanfairpwllgwyngyllgogerychwyrndrobwllllantysiliogogogoch, villaggio che ha escogitato, per richiamo turistico, il nome più lungo in Europa.
- Moelfre, villaggio della costa orientale.
- Mulino a vento a Llynnon.
- Penmon Priory e colombaia.
- Plas Newydd residenza aristocratica ristrutturata in stile neogotico.
- Ponte sospeso sullo stretto di Menai.
- Port Cwyfan, insenatura nei pressi del villaggio di Aberffraw. Vi è situata un'isoletta su cui è stata costruita nel XII secolo la cosiddetta "chiesa del mare" dedicata a St Cwyfan.
- Red Wharf bay, famosa spiaggia a Llanddona.
- Ynys Llanddwyn, piccola isola sulla costa occidentale di Anglesey.